# 畑耕一 (小説家)
畑 耕一（はた こういち、1886年5月10日 - 1957年10月6日）は、大正・昭和時代前期日本の小説家、劇作家、作詞家。俳号は蜘盞子、別名義に多蛾谷 素一。

## 生涯
1886年（明治19年）、広島市堀川町で漆問屋の家庭に生まれる。生年については1887年（明治20年）、1896年（明治29年）など複数の説があったが、後年の研究で戸籍上の生年が「明治19年」であることが確認されている。父の平蔵は商業を学ばせるためとして耕一を大阪の商家へ奉公に出し、大阪府師範学校附属小学校（現在の大阪教育大学附属天王寺小学校）を経て市立大阪高等商業学校へ進学させる。大阪高商の予科を卒業した後、広島へ帰郷し中国新聞の「中国文壇」欄投稿者の親睦会「詞友会」結成に参加し、幹事を務める。その後は名古屋の旧制第八高等学校第二科へ進学するが、中途で上京して旧制第一高等学校第一部に転じ1913年（大正2年）の『三田文学』2月号で『怪談』を発表。同年に東京帝国大学英文科へ進んだ。
1918年（大正7年）、東京帝国大学を卒業して東京日日新聞に入社し、学芸担当記者を務める。1922年（大正11年）から翌年にかけて『明星』に『戯場壁談義』を連載。1924年（大正13年）、東京日日新聞を退社して松竹キネマへ移り、附設の松竹キネマ研究所所長に至る。
1927年（昭和2年）、明治大学教授に就任。翌1928年（昭和3年）に「多蛾谷 素一」の名義で作詞した「浅草行進曲」（日比繁次郎が作詞した「道頓堀行進曲」の替え歌）がヒットする。1935年（昭和10年）には国民新聞社学芸部長に就任するが、1940年（昭和15年）に明治大学教授、松竹キネマ企画部長、国民新聞学芸部長など全ての職を辞して広島へ帰郷した。
1944年（昭和19年）、安佐郡可部町（現在の広島市安佐北区）へ疎開。翌1945年（昭和20年）8月6日の広島市への原子爆弾投下を経て12月に栗原貞子らと中国文化連盟を結成、顧問に就任する。1955年（昭和30年）から2年間、ラジオ中国（現在の中国放送）製作の番組「たつのおとしご」に出演。
1957年（昭和32年）10月6日、胃癌のため広島赤十字病院で死去。享年72（満71歳没）。

## 作品
特に注記の無いものは畑耕一名義。

### 小説
- 戯場壁談義（奎運社、1924年）
- 棘の楽園（博文館、1929年）

### 戯曲
- 笑ひきれぬ話（大阪屋号書店、1925年）

### その他の著書
- 廣島大本営（天佑書房、1943年）
- 東洋工業と松田重次郎（東洋工業）

### 作詞
- 浅草行進曲（塩尻精八作曲） - 多蛾谷素一名義。
- ザッツ・オーケー（奥山貞吉作曲） - 多蛾谷素一名義。
- 広島市歌（2代目、永井建子作曲）